# Gabriel Rossi (actor)
Gabriel Rossi (La Habana, Cuba, 11 de octubre de 1984) es un actor, conductor y modelo cubano. Ha aparecido en producciones como Venga el domingo, Quien es quien, Sangre de mi tierra y Milagros de Navidad entre otras más.

## Filmografía

#### Telenovelas
| Año       | Nombre              | Rol                   |
| --------- | ------------------- | --------------------- |
| 2017-2018 | Sangre de mi tierra | Luis Montiel Martínez |
| 2017      | La fan              | Miguel Castro Romero  |
| 2015-2016 | ¿Quién es quién?    | Rubén López           |
| 2014-2015 | Tierra de reyes     | Pablo Martínez        |
| 2013      | Secretos de familia | Ulises                |

#### Series de televisión
| Year | Name                | Role                 |
| ---- | ------------------- | -------------------- |
| 2017 | Milagros de Navidad | Mike / Daniel Garcia |

### Cine
| Año  | Película        | Rol  |
| ---- | --------------- | ---- |
| 2015 | Average Bloke   | Tony |
| 2014 | Groomless Bride | Con  |